# Keepers of the Faith
Keepers of the Faith – czwarty album studyjny amerykańskiego zespołu Terror, wydany w 2010 nakładem Century Media Records.
Płyta jest dostępna na świecie w trzech różnych wersjach.

## Lista utworów
1. Your Enemies Are Mine
2. Stick Tight
3. Return To Strength
4. The Struggle
5. Shattered
6. You're Caught
7. Dead Wrong
8. Keepers of the Faith
9. Stay Free
10. Hell And Back
11. Only Death
12. The New Blood
13. Defiant

Utwory bonusowe
14. T.T.I.H.
14. Boxed In (cover Subzero)
Utwory bonusowe w wersji japońskiej
14. One With The Underdogs (live)
15. Voice Of The Damned (live)
16. Never Alone (live)
17. Always The Hard Way (live)
18. Lowest of the Low (live)
Utwory bonusowe w wersji japońskiej zostały zarejestrowane podczas koncertu 23 września 2009 w Shibuyi Club Asia w Tokio.

## Teledyski
- "Stick Tight" (2010, koncertowy, zarejestrowany podczas Sound and Fury Festival, reż. Eric Thompson)[4]
- "Keepers of the Faith" (2011)[5]
- "Return to Strength" (2011, koncertowy)[6]
- "You're Caught" (2011)[7]
- "The New Blood" (2012, realiz. Ambitious Films)[8]

## Twórcy[9]
Skład zespołu
- Scott Vogel – wokalista
- Nick Jett – perkusja
- Martin Stewart – gitara elektryczna
- David Wood – gitara basowa
- Jordan Posner – gitara elektryczna

Inni
- Chad Gilbert (Shai Hulud, New Found Glory) – producent
- Paul Miner (Death By Stereo) – inżynier
- Matt Hyde – miksowanie